# Rhys Williams (futbolista, nacido en 2001)
Rhys Williams (Preston, Inglaterra, 3 de febrero de 2001) es un futbolista británico. Juega como defensa y su equipo es el Liverpool F. C. de la Premier League.

## Carrera
Williams se unió a la academia de Liverpool a los 10 años y ganó el FA Youth Cup con el equipo juvenil de Liverpool en 2019. Se unió al Kidderminster Harriers cedido en agosto de 2019.
En septiembre de 2020 firmó un contrato a largo plazo con el Liverpool. Hizo su debut con el Liverpool en la EFL Cup el 24 de septiembre de 2020, contra el Lincoln City, como socio de Virgil van Dijk en la defensa central. El 21 de octubre entró como suplente en el minuto 90 contra el A. F. C. Ajax en la UEFA Champions League. Hizo su segunda aparición en la Liga de Campeones la semana siguiente, donde entró como suplente en el minuto 30 ante el FC Midtjylland después de una lesión de Fabinho. Liverpool ganó 2-0, con Jürgen Klopp elogiando su trabajo después del partido, diciendo a la prensa: "Lo hizo bien, todo parece prometedor". El 4 de noviembre jugó 90 minutos en el partido a domicilio de la Liga de Campeones en Atalanta, manteniendo la portería en cero en la victoria por 5-0.
El 31 de agosto de 2021 extendió su contrato y se fue cedido al Swansea City A. F. C. La temporada siguiente volvió a ser prestado, siendo el Blackpool F. C. su destino. Esta cesión se canceló en el mes de enero y en junio acumuló una tercera en el Aberdeen F. C. El siguiente mes de enero regresó a Inglaterra para completar la temporada en el Port Vale F. C. En agosto sumó otro préstamo en el Morecambe F. C. hasta enero, siendo posteriormente extendido hasta final de campaña.

## Selección nacional
Williams jugó para la categoría sub-18 de Inglaterra entre marzo y mayo de 2019 y fue convocado para la categoría sub-19 de Inglaterra para la Copa Internacional de Marbella en octubre de 2019.
El 5 de octubre de 2020 recibió su primera convocatoria para la selección de Inglaterra sub-21 e hizo su debut durante un empate 3-3 contra el equipo de Andorra el 7 de octubre de 2020.

## Estadísticas

### Clubes
Actualizado al último partido disputado el 7 de diciembre de 2024.
| Club                                    | Div.          | Temporada     | Liga  | Liga  | Copas nacionales | Copas nacionales | Copas internacionales | Copas internacionales | Total | Total |
| Club                                    | Div.          | Temporada     | Part. | Goles | Part.            | Goles            | Part.                 | Goles                 | Part. | Goles |
| --------------------------------------- | ------------- | ------------- | ----- | ----- | ---------------- | ---------------- | --------------------- | --------------------- | ----- | ----- |
| Kidderminster Harriers F. C. Inglaterra | 6.ª           | 2019-20       | 26    | 1     | 0                | 0                | 0                     | 0                     | 26    | 1     |
| Kidderminster Harriers F. C. Inglaterra | Total club    | Total club    | 26    | 1     | 0                | 0                | 0                     | 0                     | 26    | 1     |
| Liverpool F. C. Inglaterra              | 1.ª           | 2020-21       | 9     | 0     | 4                | 0                | 6                     | 0                     | 19    | 0     |
| Swansea City A. F. C. Gales             | 2.ª           | 2021-22       | 5     | 0     | 2                | 0                | 0                     | 0                     | 7     | 0     |
| Swansea City A. F. C. Gales             | Total club    | Total club    | 5     | 0     | 2                | 0                | 0                     | 0                     | 7     | 0     |
| Blackpool F. C. Inglaterra              | 2.ª           | 2022-23       | 17    | 0     | 0                | 0                | 0                     | 0                     | 17    | 0     |
| Blackpool F. C. Inglaterra              | Total club    | Total club    | 17    | 0     | 0                | 0                | 0                     | 0                     | 17    | 0     |
| Liverpool F. C. Inglaterra              | 1.ª           | 2022-23       | 0     | 0     | —                | —                | 0                     | 0                     | 0     | 0     |
| Liverpool F. C. Inglaterra              | Total club    | Total club    | 9     | 0     | 4                | 0                | 6                     | 0                     | 19    | 0     |
| Aberdeen F. C. Escocia                  | 1.ª           | 2023-24       | 0     | 0     | —                | —                | 0                     | 0                     | 0     | 0     |
| Aberdeen F. C. Escocia                  | Total club    | Total club    | 0     | 0     | 0                | 0                | 0                     | 0                     | 0     | 0     |
| Morecambe F. C. Inglaterra              | 4.ª           | 2024-25       | 16    | 1     | 3                | 0                | —                     | —                     | 19    | 1     |
| Morecambe F. C. Inglaterra              | Total club    | Total club    | 16    | 1     | 3                | 0                | 0                     | 0                     | 19    | 1     |
| Total carrera                           | Total carrera | Total carrera | 73    | 2     | 9                | 0                | 6                     | 0                     | 88    | 1     |